# 杜悰
杜 悰（と そう、794年 - 873年）は、唐代の官僚・政治家・軍人。字は永裕。本貫は京兆府万年県。従弟は杜牧。

## 経歴
杜式方の子として生まれた。蔭官により任用され、官を歴任して太子司議郎となった。元和9年（814年）、憲宗と郭貴妃のあいだの娘の岐陽公主を妻に迎え、銀青光禄大夫・殿中少監・駙馬都尉となった。
官を重ねて司農寺卿に上った。大和5年（831年）、京兆尹に転じた。大和6年（832年）、御史大夫を兼ねた。大和7年（833年）、検校礼部尚書、鳳翔尹・鳳翔隴右節度使として出向した。母が死去したため、辞職して喪に服した。大和8年（834年）、復帰して検校戸部尚書・忠武軍節度使に任じられた。大和9年（835年）、陳許節度使となり、兵部尚書を加えられた。開成2年（837年）、入朝して工部尚書・判戸部度支事となった。妻の岐陽公主が薨去すると、杜悰は長らく文宗に面会しなかった。開成3年（838年）、戸部尚書に転じ、判度支事を兼ねた。会昌元年（841年）、淮南節度使となった。会昌4年（844年）、判度支事のまま、尚書右僕射を代行し、門下侍郎を兼ね、同平章事となり、塩鉄転運使をつとめた。ほどなく尚書左僕射を加えられた。会昌5年（845年）、宰相から退任した。
大中元年（847年）、杜悰は西川節度使として出向した。大中3年（849年）、先だって奪われていた吐蕃の維州を降した。のちに特進・検校司空・兼太子太傅分司東都・上柱国となり、扶風郡開国公に封じられた。大中11年（857年）、本官のまま判東都尚書省事、御史大夫を兼ねた。東都留守・東都畿汝州都防禦使をつとめた。尚書左僕射・諸道塩鉄転運使に転じた。咸通元年（860年）、同平章事となった。尚書右僕射・門下侍郎に任じられた。咸通2年（861年）、尚書左僕射となった。門下侍郎、同中書門下平章事を兼ねた。咸通3年（862年）、百官を率いて懿宗に睿文明聖孝徳皇帝の徽号を奉った。司空を兼ねた。司徒に転じた。咸通4年（863年）、鳳翔節度使として出向した。のち荊南節度使に転じた。太傅を加えられ、邠国公に封じられた。咸通14年（873年）、黔州観察使の秦匡謀が南方の少数民族を討とうと図って、兵敗れて杜悰のもとに逃げ込んだ。杜悰はこれを囚えて弾劾した。勅命により秦匡謀を斬ることになった。杜悰はその死に驚いて、病にかかり死去した。享年は80。太師の位を追贈された。

## 子女
- 杜裔休（字は徽之、翰林学士・給事中を歴任し、事件に連座して端州司馬に左遷された[21]）
- 杜述休（大順初年、弟の杜孺休とともに銭鏐の派遣した沈粲に殺害された[21]）
- 杜孺休（字は休之、給事中[21]）

## 伝記資料
- 『旧唐書』巻147 列伝第97
- 『新唐書』巻166 列伝第91